# Robert F. Williams
Pour les articles homonymes, voir Robert Williams, Williams et Robert F. Williams (constitutionnaliste).
Robert Franklin Williams, né le 26 février 1925 à Monroe dans l'état de la Caroline du Nord, mort le 15 octobre 1996 à Baldwin dans l'état du Michigan), est un des leaders américains du mouvement des droits civiques, président de la section de la National Association for the Advancement of Colored People (NAACP) de Monroe. Connu pour avoir préconisé le droit à la légitime défense armée des Afro-Américains face à la violence des forces de police des états sudistes ségrégationnistes et des milices armées (comme le Ku Klux Klan) s'opposant à l'application des droits constitutionnels des minorités durant les années 1950 et 1960 ; dans cette logique, il devient membre de la National Rifle Association et crée une milice d'auto-défense à Monroe. Il est également connu pour avoir mobilisé l'opinion nationale et internationale pour avoir pris la défense de deux jeunes afro-américains (âgés de sept ans et de neuf ans) accusés de viol pour avoir été embrassés par une fillette blanche âgée de sept ans, affaire qui a fait le tour du monde sous le nom du Kissing Case.

## Biographie

### Jeunesse et formation
Robert F. Williams est le quatrième des cinq enfants de John Lemuel Williams, un cheminot, et d'Emma (Carter) Williams,. Comme de nombreux Afro-Américains habitant dans un état du Sud ségrégationniste, il vit avec la peur au ventre, redoutant des actes de terrorisme du Ku Klux Klan. À onze ans, il est le témoin du passage à tabac d'une Afro-Américaine par un policier raciste, qui traîne cette femme sanguinolente jusqu'à la prison. Il suit ses études secondaires à la Winchester Street High School, ce qui lui permettra ultérieurement d'être admis dans des établissements universitaires. 

### Carrière
Pendant la seconde Guerre mondiale, il travaille dans une usine automobile, la Ford Motor Company, à Détroit dans le Michigan, où il fonde une section de l'United Auto Workers,. En 1944, il est mobilisé et envoyé à Fort Bragg en Caroline du Nord. À la suite des tests d'aptitudes, il est affecté au bataillon du United States Army Signal Corps de Fort Crowder (en) dans le Missouri où il suit une formation d'opérateur radio. À sa grande déception, il est affecté à une école de maintenance de ligne téléphonique. Il tombe malade et termine l'armée dans un poste administratif en tant que dactylographe à Fort Lewis dans l'État de Washington. N'ayant pu obtenir le poste qu'il méritait grâce à sa formation, il fait l’expérience amère d'une armée ségréguée et de ses injustices. Une fois démobilisé, il profite du G.I. Bill pour suivre des cours. Il suit des cours de psychologie et de création littéraire à l'université d'État de Virginie puis à l'université d'État de la Caroline du Nord à Durham, où, en plus des auteurs classiques, il découvre les œuvres de Karl Marx et de Lénine. Il finit son cursus universitaire à l'université Johnson C. Smith de Charlotte dans la Caroline du Nord. Sa bourse au titre du G.I Bill s'achève en 1952. Il part s'installer à New York où il obtient un travail chez le constructeur aéronautique Curtiss-Wright Corporation. Mais avec la fin de la guerre de Corée, les commandes chutent et il est licencié. Ne retrouvant pas de travail stable, il s'engage dans l'U.S. Marine Corps en 1954. Il est envoyé au Marine Corps Base Camp Pendleton où il apprend le maniement de toutes les armes utilisées par les Marines (fusil, fusil mitrailleur, lance-grenades, lance-roquettes, etc.). Une fois démobilisé en 1955, il rejoint Monroe et s'engage dans la lutte pour les droits civiques et prend contact avec la National Association for the Advancement of Colored People (NAACP) de Monroe. En 1956, les effectifs de cette section de la NAACP tombe à six membres, proche de la dissolution. Robert F. Williams se propose de la reprendre en main. Il est élu président avec le Dr. Albert Perry comme vice-président. Il recrute des membres au sein de la classe ouvrière, des emplois domestiques et chez les chômeurs, dont beaucoup sont des anciens combattants. Ce recrutement tranche avec les normes de recrutement habituelles de la NAACP privilégiant le recrutement d'Afro-Américains intellectuels ou faisant partie de la bourgeoisie.  

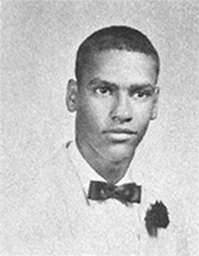
Huey P. Newton.

En 1959, après des meurtres commis par le Klan, il s'oppose à la politique de non violence de la NAACP, et appelle à répondre à la violence par la violence. La NAACP réagit en le destituant de la présidence de sa section de Monroe qu'il avait redressée en 1956,,. 
En 1962, il publie son livre Negroes with Guns qui inspirera Huey P. Newton, cofondateur du Black Panther Party et les autres leaders de ce mouvement. 

### Vie privée
Robert F. Williams repose au Hillcrest Cemetery de Monroe aux côtés de ses parents, de son épouse et de ses enfants.

## Œuvres

### Essai

#### Éditions anglophones
- Negroes with Guns, Wayne State University Press, (réimpr. 1998, 2021) (1re éd. 1962), 128 p. (ISBN 9781639230273, lire en ligne),

#### Édition francophone
- (fr) Des Noirs avec des flingues [« Negroes With Guns »]  (trad. Jean-Louis Deiss), Pantin, France, Les bons caractères, coll. « Témoignages », 2019, 112 p. (ISBN 9782915727661)

### Articles
- « The Potential Of A Minority Revolution », The Crusader (Monthly Newsletter),‎ mai 1965, p. 10 (lire en ligne),
- Floyd Barrington Barbour (dir.), The Black Power Revolt : A Collection of Essays, Boston, Massachusetts, Porter Sargent Publisher, 1969, 291 p. (OCLC 556721704, lire en ligne), « Robert F. Williams, from Negroes with Guns », p. 149-161,
- « The Black Scholar Interviews : Robert F. Williams », The Black Scholar, Vol. 1, No. 7,‎ mai 1970, p. 2-14 (13 pages) (lire en ligne ),

## Prix et distinctions
- 1989 : lauréat du Malcolm X Black Manhood Award, décerné par la Malcolm X Society,
- 1991 : récipiendaire de la médaille d'or décernée par la John Brown Society,
- 1992 : lauréat du Image Award décerné par la section de la NAACP de Newaygo dans le Michigan[4].

### Notices dans des encyclopédies et manuels de références
- (en-US) August Meier, Elliott Rudwick & Francis L. Broderick (dir.), Black Protest Thought in the Twentieth Century, Indianapolis, Indiana, Bobbs-Merrill, 1er janvier 1971, 648 p. (ISBN 9780023801204, lire en ligne), p. 360-372,
- (en-US) Shelley Fisher Fishkin & David Bradley (dir.), Encyclopaedia of Civil Rights in America, vol. 3. Price, U.S. vs.--Zoot suit riots, Armonk, état de New York., Sharpe Reference, 1er octobre 1997, 392 p. (ISBN 9780765680006, lire en ligne), p. 911,
- (en-US) R. Kent Rasmussen (dir.), The African American Encyclopedia, vol. 9. Sui-Wil, New York, Cavendish Square Publishing, 30 janvier 2001, 3006 p. (ISBN 9780761472179, lire en ligne), p. 2702,
- (en-US) Charles D. Lowery, John F. Marszalek & Thomas Adams Upchurch (dir.), The Greenwood Encyclopedia of African American Civil Rights : From Emancipation to the Twenty-First Century, vol. 2. S-Z et sources primaires, Westport, Connecticut, Greenwood Press, 1er décembre 2003, 925 p. (ISBN 9780313327674, lire en ligne), p. 562,
- (en-US) Colin A. Palmer (dir.), Encyclopedia of African-American Culture and History : The Black Experience in the Americas, vol. 5. Q-Z, Detroit, Michigan, MacMillan Reference Library, 22 décembre 2005, 2377 p. (ISBN 9780028658193, lire en ligne), p. 2308-2309,
- (en-US) Walter C. Rucker (dir.), Encyclopedia of American Race Riots, vol. N - Z, et sources primaires, Westport, Connecticut, Greenwood Milestones in African American History, 30 novembre 2006, 933 p. (ISBN 9780313333002, lire en ligne), p. 715-717,
- (en-US) Paul Finkelman (dir.), Encyclopedia of African American History, 1896 to the Present : From the Age of Segregation to the Twenty-First Century, vol. 5. U-Y, New York, Oxford University Press, USA, 2 février 2009, 525 p. (ISBN 9780195167795, lire en ligne), p. 135-137,

### Essais et biographies
- (en-US) Robert Carl Cohen, Black crusader : A Biography of Robert Franklin Williams, Secaucus, New jersey, Lyle Stuart, Createspace (réimpr. 2008) (1re éd. 1972), 376 p. (ISBN 9781434801876, lire en ligne),
- (en-US) Timothy B. Tyson, Radio Free Dixie : Robert F. Williams & the Roots of Black Power, University of North Carolina Press (réimpr. 5 février 2001) (1re éd. 1 janvier 1999), 424 p. (ISBN 9780807849231),

### Articles
- (en-US) Marcellus C. Barksdale, « Robert F. Williams and the Indigenous Civil Rights Movement in Monroe, North Carolina, 1961 », The Journal of Negro History, Vol. 69, No. 2,‎ 1984, p. 73-89 (17 pages) (lire en ligne ),
- (en-US) Timothy B. Tyson, « Robert F. Williams, "Black Power," and the Roots of the African American Freedom Struggle », The Journal of American History, Vol. 85, No. 2,‎ septembre 1998, p. 540-570 (31 pages) (lire en ligne ),
- (en-US) Peniel E. Joseph, « Beyond the Color Curtain: A Review of Radio Free Dixie: Robert F. Williams and the Roots of Black Power », The Black Scholar, Vol. 31, No. 1,‎ printemps 2001, p. 43-49 (7 pages) (lire en ligne ),
- (en-US) Timothy B. Tyson, « Robert F. Williams and the Promise of Southern Biography », Southern Cultures, Vol. 8, No. 3,‎ 2002, p. 38-55 (18 pages) (lire en ligne ),
- (en-US) Ronald J. Stephens, « Narrating Acts of Resistance: Explorations of Untold Heroic and Horrific Battle Stories Surrounding Robert Franklin Williams's Residence in Lake County, Michigan », Journal of Black Studies, Vol. 33, No. 5,‎ mai 2003, p. 675-703 (lire en ligne),
- (en-US) Walter Rucker, « Crusader In Exile: Robert F. Williams and the International Struggle for Black Freedom in America », The Black Scholar, Vol. 36, No. 2/3,,‎ 2006, p. 19-34 (16 pages) (lire en ligne ),
- (en-US) E.L. Hamilton, « For a black boy in 1950s segregated rural South, receiving a kiss from a white girl meant arrest, beatings, and a life forever changed », sur Vintage News, 9 février 2018,
- (en-US) « The Carolina Kissing Case », sur Providentia, 22 juillet 2018,